# 資料執行防止
資料執行防止，簡稱「DEP」，英文全稱為「Data Execution Prevention」，是一組在記憶體上執行額外檢查的硬體和軟體技術，有助於防止惡意程式碼在系統上執行。

## 概述
此技術由Microsoft主導，Microsoft在Windows XP Service Pack 2上開始提供此技術的軟體支援。而AMD、Intel則提供DEP的硬體支援，如NX bit。

## 説明
資料執行防止（DEP）是一項安全性功能，可協助避免病毒與其他安全性威脅所造成的損害。
電腦程式預留了一部分電腦記憶體供資料使用，另一部分則供程式的指令使用。駭客可以嘗試以欺騙手法讓程式執行放置在電腦記憶體中的有害資料，並將其視為指令。此時駭客便可以取得對您電腦的控制權。
DEP可透過監視程式來協助保護電腦，確保程式能夠安全地使用電腦記憶體。如果DEP發現有某程式正嘗試執行資料用記憶體區塊中的指令，DEP便會關閉該程式並通知使用者。

## 外部連結
- 資料執行防止：常見問題集 （页面存档备份，存于）